# Ninghai
Ninghai léase:Ning-Jái (en chino simplificado, 宁海县; pinyin, Nínghǎi qū lit:mar de la tranquilidad) es un condado suburbano bajo la administración directa de la subprovincia de Ningbo en la Provincia de Zhejiang, República Popular China. El área urbana se localiza en una zona de valle a una altura media de 28 m s. n. m., bañada por el río Yangtsé, en la bahía Sanmen (三门湾) del Mar de la China Oriental. Su área es de 1843,26 km² y su población es de 614 900 habitantes.

## Administración
El distrito de Ninghai se divide en 18 pueblos que se administran en 5 subdistritos, 11 poblados y 3 villas:
- Subdistritos:Yuè lóng jiēdào, táoyuán jiēdào, méilín jiēdào y qiáotóu hú jiēdào.
- Poblados:Zhǎng jiē zhèn, lì yáng zhèn, yī shì zhèn, sāng zhōu zhèn, chàlù zhèn, qián tóng zhèn, huáng tán zhèn, qiáng jiāo zhèn, dà jiā hé zhèn, xī diàn zhèn y shēn zhèn zhèn.
- Villas:Chá yuàn xiāng, hú chén xiāng y yuè xī xiāng.

## Historia
En la Edad de Piedra tardía, Ninghai ya era hogar de primitivos asentamientos. En el año 280  (durante la dinastía Jin del oeste) fue reconocido como un condado cuya sede era Baijiao. Más tarde, durante la Dinastía Sui (año 589), dejó de ser un condado independiente y en su lugar se convirtió en parte del Condado de Linhai. En el año 621 le fue restaurada su autonomía como condado y luego se fusionó al condado Zhang’an. En el 689 la emperatriz Wu Tse-Tien se levantó al poder y el estatuto de condado le fue restaurada. Durante el año 706, la extensión de tierras del este del condado fue puesta bajo la jurisdicción del Condado de Xiangshan.
En 1940 un condado nuevo, Sanmen, fue establecido y se incluye la ciudad de Haiyou que pertenecía a Ninghai. Después de su establecimiento como condado, Ninghai sucesivamente había sido parte de la Prefectura de Linhai, de la Prefectura de Taizhoulu y de la Prefectura de Taizhou. Cuando se fundó la República Popular China en 1949, las tierra del condado eran parte de la Prefectura de Taizhou, luego pasó a formar parte de la Prefectura de Ningbo antes de revertir a la Prefectura de Taizhou. Pero en octubre de 1958, fue suprimido como un condado independiente y fue incorporada al condado de Xiangshan. En octubre de 1961, Ninghai se restableció como parte de la Prefectura de Ningbo, que se convirtió en ciudad de Ningbo en julio de 1983.